# 中国人民解放军西部战区陆军
中国人民解放军西部战区陆军（英文：Western Theater Command Ground Force），机关驻地兰州市，是中国人民解放军西部战区的陆军。由于西部战区的防务非常特殊，新疆军区和西藏军区都有配属陆军部队。不同于其他战区陆军部队，西部战区陆军为集团军机动野战部队，并不包含边境防卫部队。其主要职责为支援西部边界一线部队的作战力量对敌方进行威慑。西部战区陆军下辖集团军有多只旅级部队部署在新疆和西藏地区（编制仍在西部战区陆军），以协同保卫中华人民共和国西部地区的边境安全。

## 沿革
中国人民解放军西部战区陆军是中国人民解放军五大战区之一，2016年2月1日成立，来自原兰州、成都两大军区。陆军机关驻地为兰州。第77集团军隶属于西部战区陆军。2015年12月31日，中国人民解放军陆军领导机构正式成立。2016年2月1日，中国人民解放军战区成立大会在北京八一大楼举行。中共中央总书记、国家主席、中央军委主席习近平向东部战区、南部战区、西部战区、北部战区、中部战区授予军旗并发布训令。中国人民解放军西部战区陆军机关驻地设在甘肃省兰州市。西部战区陆军部队来自原兰州军区、成都军区。

## 编制

### 本级中共组织
- 中国共产党中国人民解放军西部战区陆军委员会

### 机关职能部门
- 参谋部
- 政治工作部
- 后勤部
- 装备部
- 纪律检查委员会

### 直属单位
- 陆军青铜峡合同战术训练基地
- 陆军大凉山合同战术训练基地
- 中国人民解放军陆军第五综合训练基地
- 中国人民解放军陆军第六综合训练基地

### 直属部队
集团军
- 陆军第七十六集团军（军部驻青海西宁）
- 陆军第七十七集团军（军部驻四川崇州）

其他直属部队
- 侦察情报第三旅
- 信息保障第三旅
- 电子对抗第三旅

## 历任领导
| 司令员 1. 何卫东中将（2016年—2019年12月） 2. 徐起零中将（2020年4月—2021年6月） 3. 杨毅中将（2021年9月—） 副司令员 - 管黎峰少将（2016年—） - 杨春光少将（2016年—） - 王凯少将（2017年4月—2021年） | 政治委员 1. 徐忠波中将（2016年—2017年12月） 2. 徐德清中将（2018年4月—2022年1月） 3. 汪志斌中将（2022年3月—2023年12月） 4. 郑堰坡中将（2024年—） 副政治委员 - 赵志荣少将（2016年—） |

| 参谋长 1. 范承才少将（2016年—2017年1月） 2. 曹益民少将（2017年1月—） 副参谋长 - 赖文毅少将（2016年—） | 政治工作部主任 1. 周依山少将（2016年—） 政治工作部副主任 - 孙明少将（2016年—） |

| 后勤部部长 1. 刘文哲少将（2016年—） 后勤部副部长 - 高国民（2016年—） | 装备部部长 1. 朱剑斌少将（2016年—） 装备部副部长 - 闫穆明（2016年—） |

纪律检查委员会书记
1. 姚永良少将（2016年—2017年12月）[5][16]

纪律检查委员会副书记